# Октобар 1864
Октобар 1864 (рус. Октябрь 1864-го) — югославская и сербская рок-группа, существовавшая в 1984—1992 гг.

## История
Группа была сформирована в 1984 году гитаристом Гораном Томановичем. Сначала молодой коллектив не имел стабильного состава — Томанович искал первых членов группы по газетным объявлениям, но впоследствии состав стабилизировался. Группа провела своё первое крупное выступление в 1985 году, когда они выступали в TAS-клубе в Белграде; примерно в то же время Таня Йовичевич, вокалистка группы, присоединилась к коллективу. У Тани был хорошо поставленной джазовый вокал, поэтому Oktobar 1864 оставили эксперименты с пост-панком и начали играть в стиле джаз-рок. Впоследствии к ним присоединилась духовая секция в составе из трубача, саксофониста и тромбониста. В 1986 году Октобар 1864 записали и отправили своё демо на фестиваль MESAM, где стали лауреатами. После этого группа начала работу над своим дебютным, одноименным альбомом (Oktobar 1864). Альбом был записан в ноябре и декабре 1986 года в «O Studio» в Белграде под руководством продюсера Саши Хабича. Пластинку издала фирма Jugodisk. Песни «Nađi me» (рус. Найди меня) и «Carte blanche» стали хитами.
После определенной ротации в составе, они приступили к записи второго альбома. Новый диск записывался все в той же O Studio. Пластинка получила название «Igra bojama» (рус. Игра с цветом) и отметилась рядом приглашенных музыкантов, таких, как Митар Суботич, Иосиф Ковач, Милан Младенович и др. На этот раз издателем студийника стала более солидная фирма PGP-RTB. Крупнейшим хитом стала композиция «Sam».
Впоследствии молодой коллектив отправился на гастроли, разогревая публику перед выступлением группы Екатарина Велика. В дальнейшем это сотрудничество с ЕКВ становилось глубже: под руководством продюсера Екатарины Теодора Янни записывались альбомы Октобара; Йовичевич записывала бэк-вокал для некоторых пластинок ЕКВ и так далее. В 1989 году читателями журнала Pop-rock Таня Йовичевич была названа лучшей рок-певицей Югославии. Вместе с все теми же ЕКВ Октобар 1864 работает над саундтреком к фильму «Početni udarac».
В начале 1990-го они отправились в Титоград, где начали записывать свой третий студийный альбом, который, как окажется в будущем, станет финальным в дискографии группы. Эта запись получила название «Crni ples» (рус. Черный танец) — одноименная песня стала большим хитом. В том же году Октобар 1864 пишет музыку к документальному фильму Izlazak u Javnost, посвященному жизни и творчеству загребского комика Эмира Мешича. Годом позже коллектив выступил на антивоенном мероприятии в сараевском спорт-комплексе «Zetra». Кроме того, на том же концерте Таня Йовичевич вместе с Екатарина Велика исполнила их песню Zemlja.
Несмотря на то, что они имели стабильную фан-базу и были высоко оценены критиками, в связи с началом югославской войны, участники группы решили прекратить свою деятельность. Коллектив распался в 1992 году, прощальный концерт состоялся в Белграде в январе 1992 года

### После распада
После распада Таня Йовичевич начала сольную карьеру джазовой певицы. Горан Томанович сформировал альтернативную рок-группу Braća Left. Желько Митрович организовал группу Pink television и попробовал себя в издательском бизнесе, основав лейбл City Records.
В 1997 году лейбл City Records издал сборник «Najbolje».

## Дискография

### Студийные альбомы
- 1987 — Oktobar 1864 (рус. Октябрь 1864-го) (MC)
- 1988 — Igra bojama (рус. Игра с цветом) (MC)
- 1990 — Crni ples (рус. Черный танец) (CD)

### Компиляции
- 1997 — Najbolje (рус. Лучшее) (CD)